# André Charlier (écrivain)
Pour les articles homonymes, voir André Charlier.
André Charlier est un pédagogue et enseignant français, né le 25 décembre 1895 à Paris, ville où il meurt le 8 août 1971. Il est professeur et directeur de l'école des Roches et auteur de plusieurs ouvrages d'édification. 

## Biographie
Son père est franc-maçon et hostile au catholicisme, et il est élevé en dehors de toute préoccupation religieuse. Son frère, Henri Charlier, l'introduit au monastère des Bénédictins de Saint-Louis du Temple, rue Monsieur à Paris. Il est baptisé le 13 octobre 1914, à l'âge de 18 ans, puis est soldat pendant la Première Guerre mondiale.
Il se marie en 1921 avec Marie Caquereau (1899-1940), ensemble ils ont trois enfants. Il est recruté comme professeur de lettres à l'école des Roches de Verneuil-sur-Avre par l'intermédiaire de Maurice Storez, fondateur avec Henri Charlier de l'Arche. Il est également maire de Pullay, sa commune de résidence, durant dix ans. Il est lié avec l'acteur et metteur en scène Jacques Copeau, qu'il fait venir aux Roches.
Après une courte période de mobilisation comme officier de réserve en octobre 1939, il rejoint en octobre 1940 l'école des Roches repliée à Maslacq puis succède à Louis Garrone en tant que directeur de l'école en 1941. Il se remarie, après le décès de sa première épouse, avec une enseignante des Roches, Jeanne-Marie Duplâtre. Il y reste jusqu'en 1950, date à laquelle les cours de l'école reprennent dans l'ancien Collège de Normandie, à Mont-Cauvaire, où il reste jusqu'à sa retraite en 1962. C'est à ces derniers que Charlier adresse à partir de septembre 1942, ses "Lettres", réunies aujourd'hui en recueil sous le titre Lettres aux Capitaines. 
En 1947, se tient la première des Journées de Maslacq qui réunissent les élèves des classes terminales, des anciens, des professeurs et des conférenciers qu'André Charlier fait intervenir sur un thème donné. Viennent ainsi à Maslacq : Henri Charlier, Gustave Thibon, le Père de Tonquédec, Henri Massis, Jean Guitton, Louis Salleron... Les Cahiers de Maslacq paraissent sous l'impulsion de Francis Daure et de Jean Madiran, jeunes professeurs de l'école. Ces cahiers seront l'occasion d'articles de Charlier réunis plus tard en volumes, avec d'autres textes, sous le titre : Que faut-il dire aux hommes ?. 

## Distinctions
- 1928 : chevalier de la Légion d'honneur à titre militaire, sur contingent du ministère de la Guerre[3].
- 1969 : prix Montyon de l’Académie française pour Que faut-il dire aux hommes ?.

## Publications
- Cahiers de Maslacq
- Lettres aux capitaines, éditions Sainte-Madeleine, 1980
- Lettres aux parents
- Que faut-il dire aux hommes ?
- Le chant grégorien, en collaboration avec son frère Henri Charlier